# The Alameda
|  | No s'ha de confondre amb Alameda, Califòrnia. |

L'Alameda és un districte històric del centre de San José, Califòrnia, a l'oest del centre de San José. El districte està centrat en un antic camí anomenat "alameda" (d'aquí el nom del districte), una part històrica del famós Camino Real que connecta el centre de San José amb la Missió de Santa Clara de Assís, i inclou els barris més petits i circumdants al nord i a l'est, com College Park. i Sant Leo .

## Història

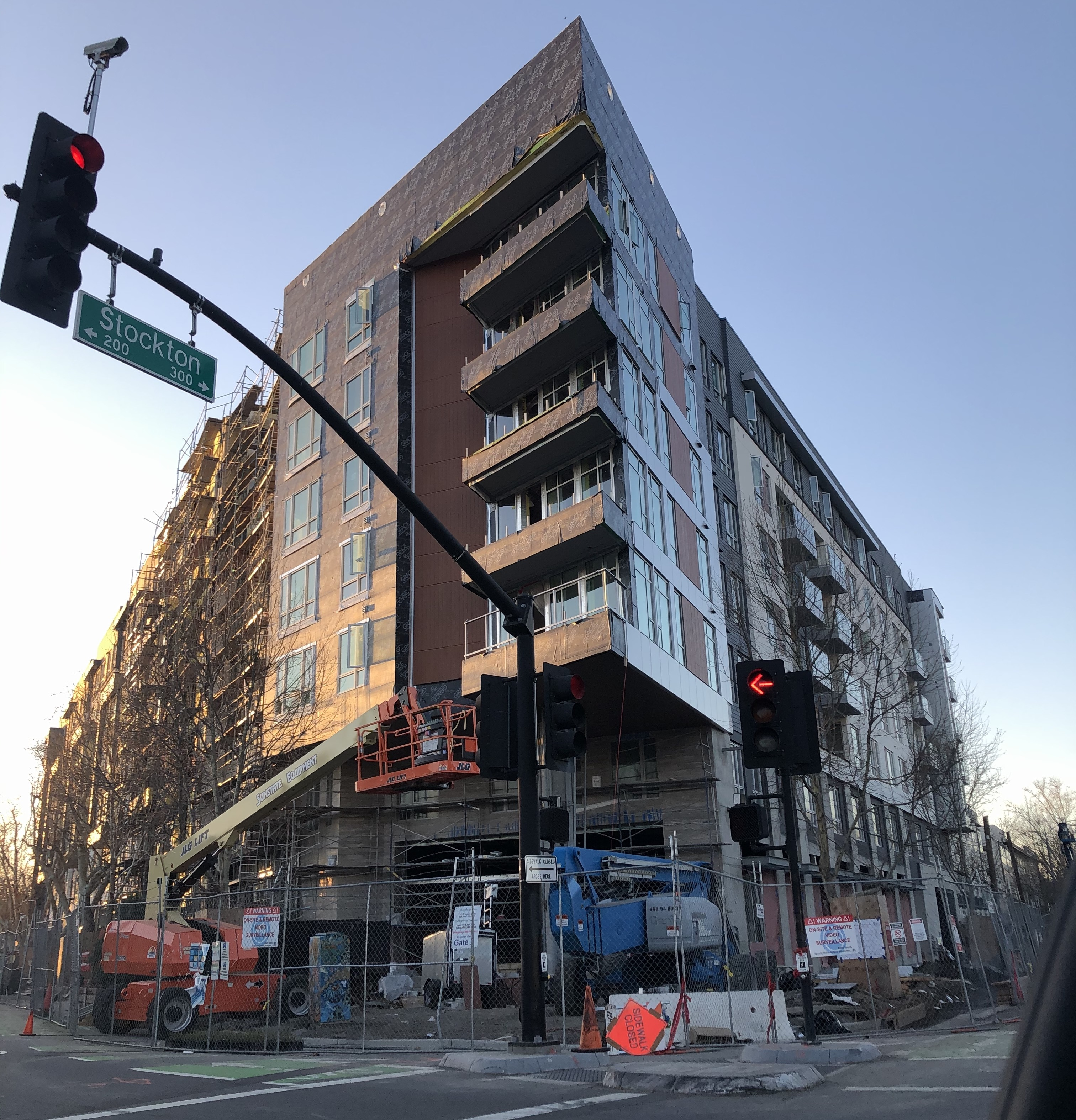
Nova construcció a Stockton Ave.

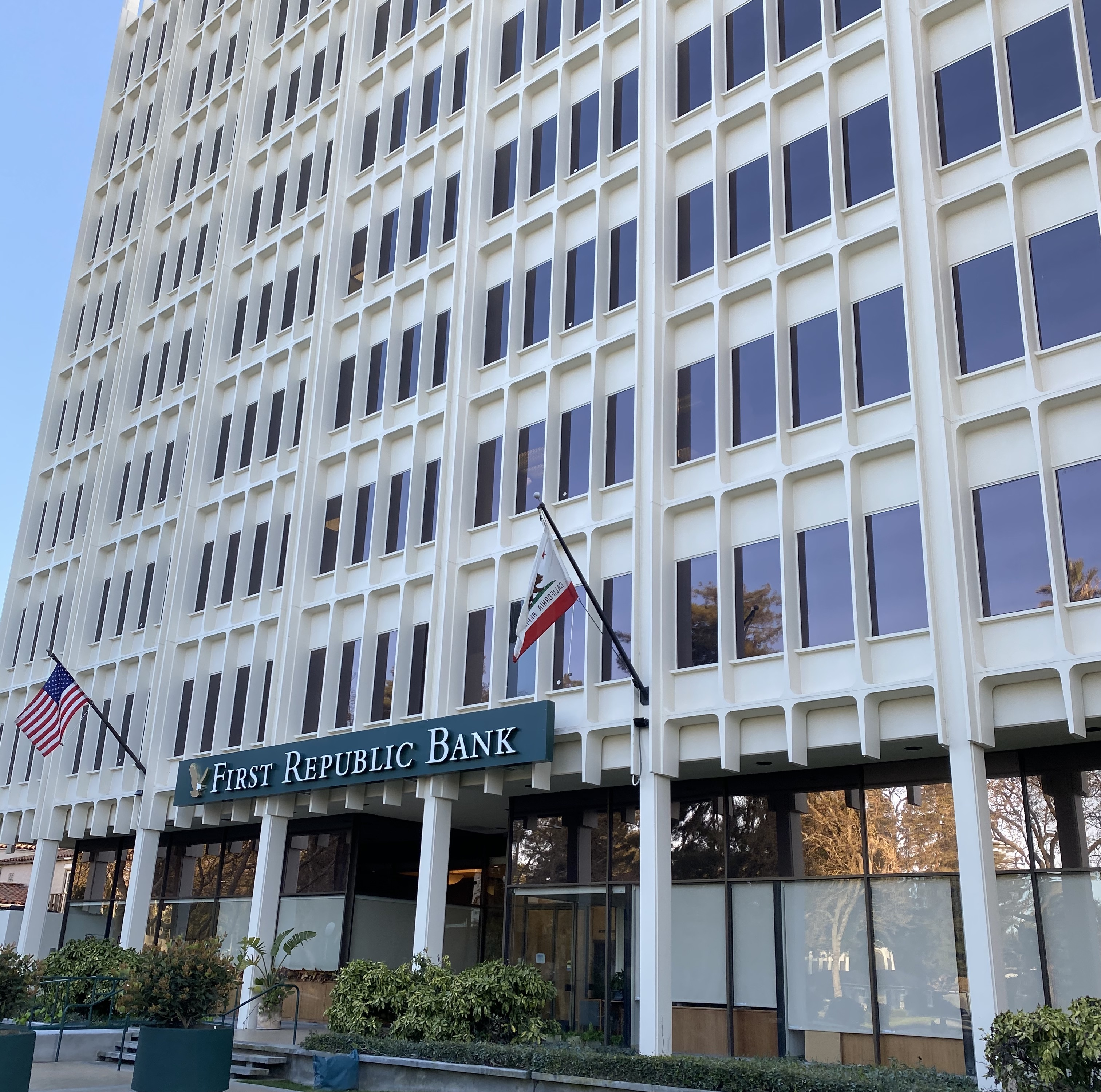
Torre del First Republic Bank a l'Alameda.

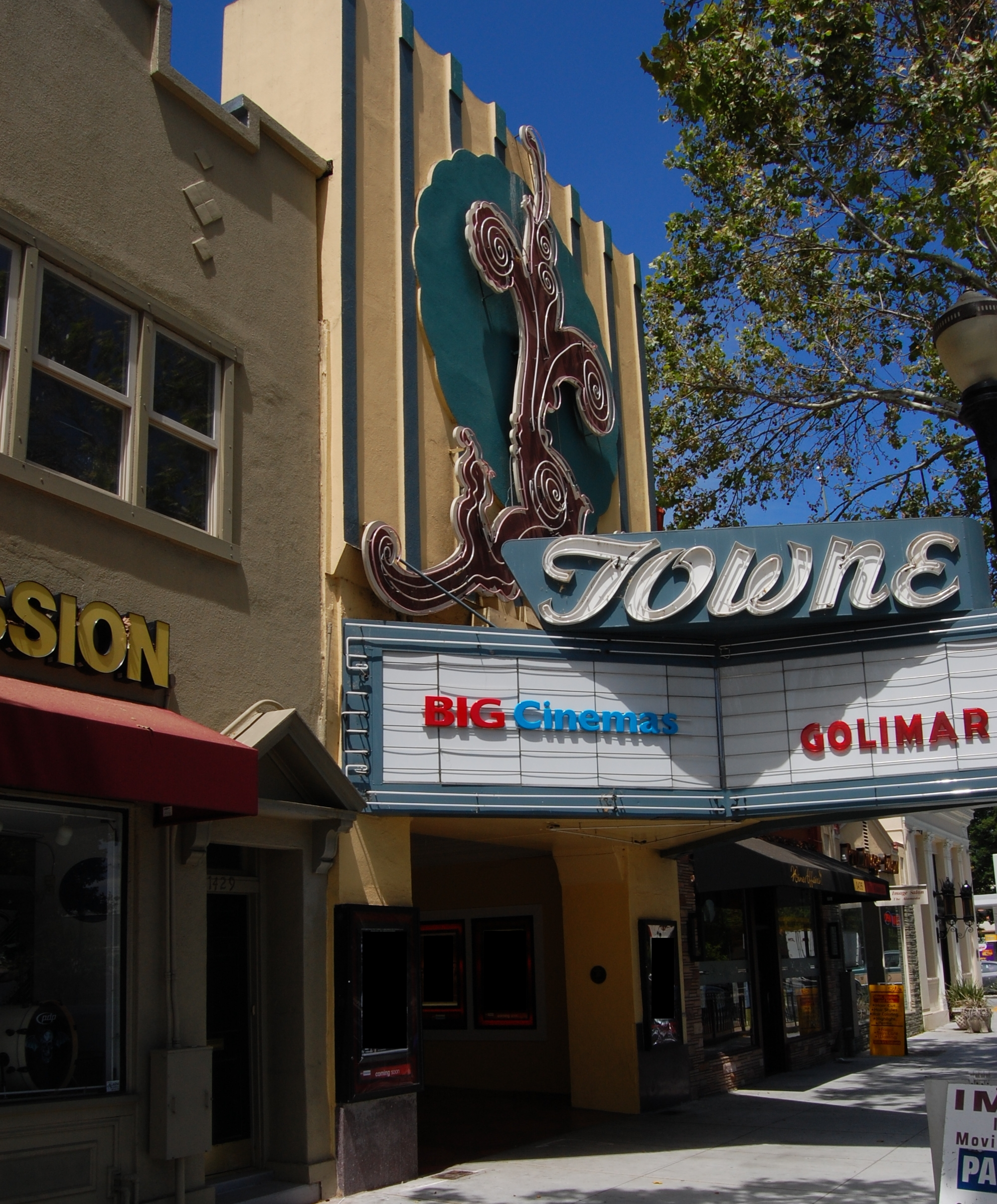
Teatre Històric Towne.

La carretera va ser construïda a partir de l'any 1795 pels neòfits nadius americans a la Missió Santa Clara de Asís per ordre del Pare Magi Catalá per enllaçar la missió amb El Pueblo de San José de Guadalupe (actualment la ciutat de San José). Originalment tenia séquies de reg a banda i banda, que portaven l'aigua del riu Guadalupe i Mission Creek als camps i alimentaven un estany prop de la missió.
L'any 1799 es van plantar salzes en múltiples fileres al llarg de la carretera; l'últim va ser eliminat el 1982. Els residents del poble utilitzaven el camí arbrat per assistir a la missa dominical a la capella de la missió abans de la construcció de l'església de Sant Josep.
La primera línia de diligències a Califòrnia anava de San José a San Francisco per l'Alameda a partir de 1849. El ferrocarril de San Jose i Santa Clara al llarg de l'Alameda va ser el primer ferrocarril interurbà de Califòrnia quan es va inaugurar amb cotxes de cavalls el 1868, i la segona línia de tramvia elèctric a Califòrnia (després de la de San Diego) i el primer tramvia elèctric interurbà a l'oest quan es va reobrir el 1888 amb un tercer carril subterrani. Es va convertir en un ferrocarril aeri el 1889.
A finals del segle xix i principis del XX, l'Alameda va atreure molts residents rics que hi van construir mansions. La mansió Dunne a la cantonada del carrer Emory, construïda a la dècada de 1890, pot ser l'edifici més antic del carrer. L'església de la vall de Coachella, es troba al nord de l'Alameda. Va ser construït a la dècada de 1920 i era propietat de l'antic alcalde de San José Dan W. Gray.

### Història recent
L'Alameda originalment passava pel centre del campus de la Universitat de Santa Clara, però la part de la carretera que passava pel campus s'ha convertit en un camí per a vianants. El Camino Real es bifurca a l'Alameda al sud-est de la Universitat de Santa Clara; El Camino Real porta la ruta estatal 82 per evitar el campus. Brooke Hart, l'assassinat de la qual va provocar el linxament més conegut de San José, va viure amb la seva família a l'Alameda de 1717.
El centre comunitari Billy DeFrank per a lesbianes, gais, bisexuals i transgèneres es troba a l'Alameda. Hi ha negocis homosexuals i heterosexuals a prop.
El 2006 es va publicar el llibre The Alameda: The Beautiful Way de Shannon Clark que detalla la història de The Alameda.

## Geografia
L'Alameda és el nom tant del carrer que forma una part històrica del Camino Real com del barri que l'envolta. Inclou barris més petits com St. Leo's i College Park .
A l'oest/sud de The Alameda hi ha el districte de Rose Garden i a l'est el centre de San Jose
A l'extrem sud-est (a prop del SAP Center), l'Alameda es converteix en Santa Clara Street passant pel centre de San Jose i abans de convertir-se en Alum Rock Avenue a East San Jose .
Cahill Park es troba a la zona de St. Leo de The Alameda.

## Arquitectura

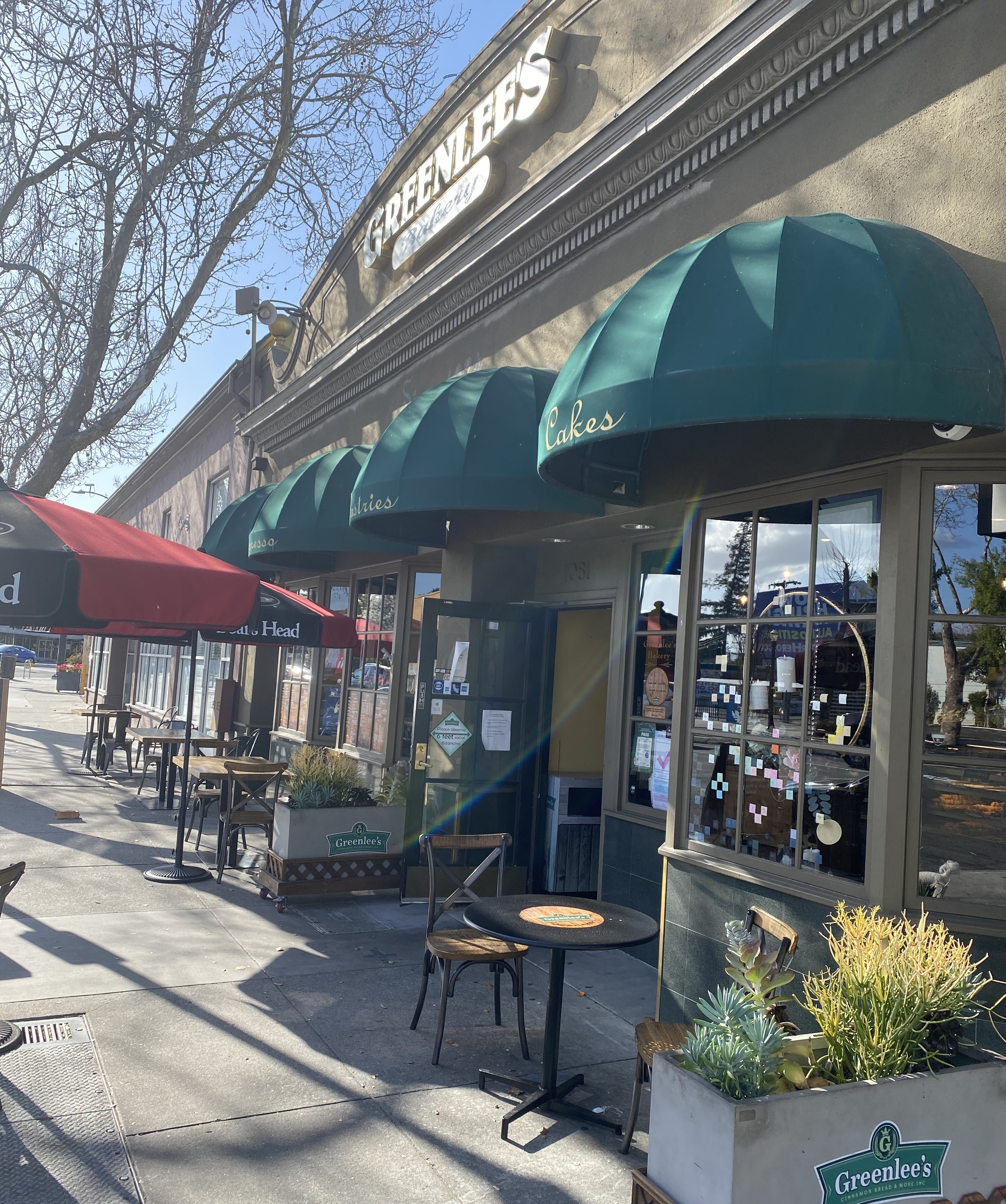
Històrica Greenlee's Bakery

L'Alameda és coneguda per la seva arquitectura històrica, amb molts exemples d'arquitectura californiana, com ara el renaixement colonial espanyol, el churrigueresque californian, el revival plateresco, l'arquitectura renaixentista de la missió, entre d'altres.

### Punts de referència
- Església de la vall de Coachella
- Església Presbiteriana de Westminster
- Towne Theatre
- Greenlee's Bakery
- Schurra's Candies
- Hanchett Park Building
- Old Bank of Italy Branch
- Leib Carriage House

## Galeria

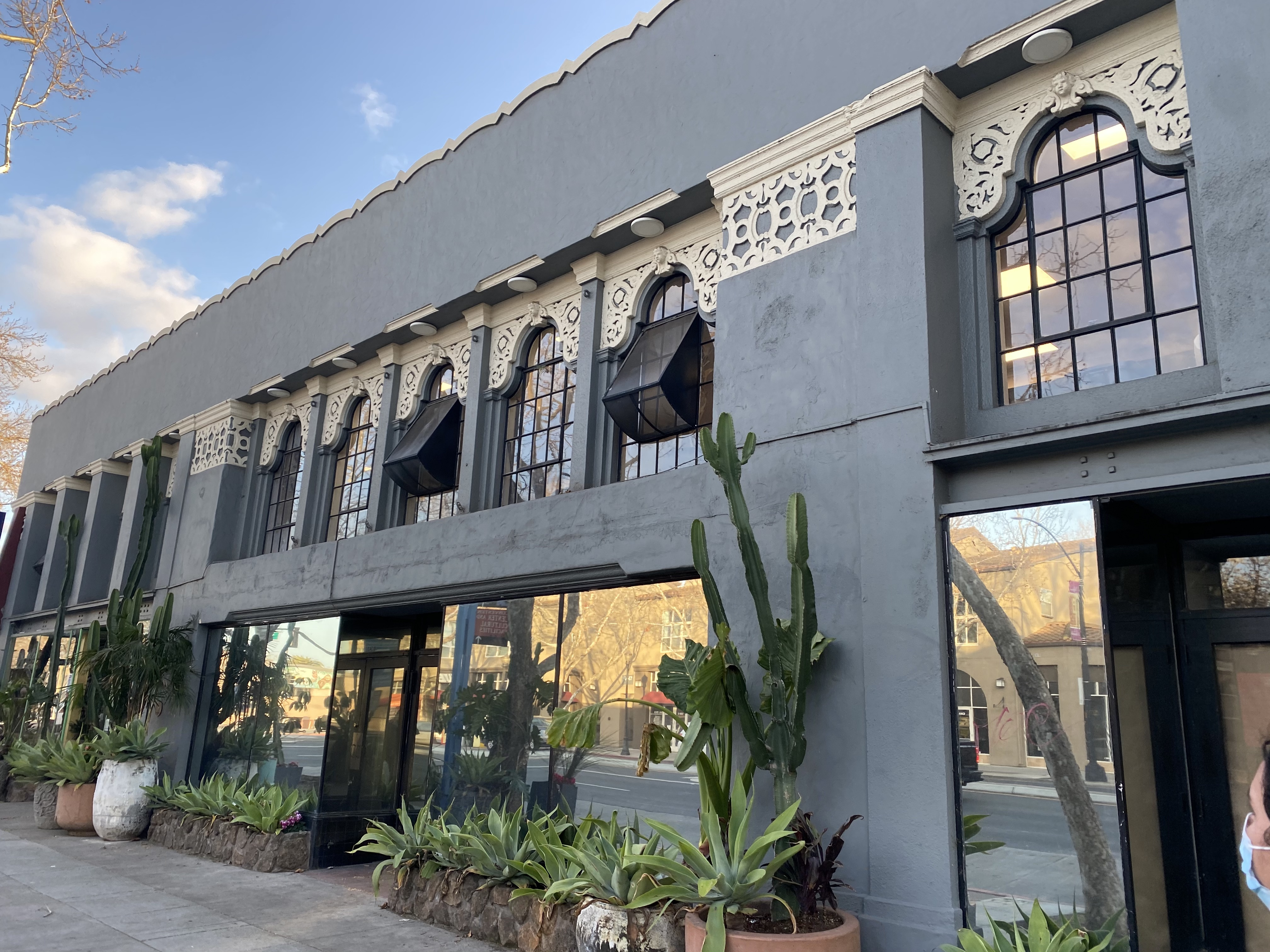
Arquitectura churrigueresca californiana
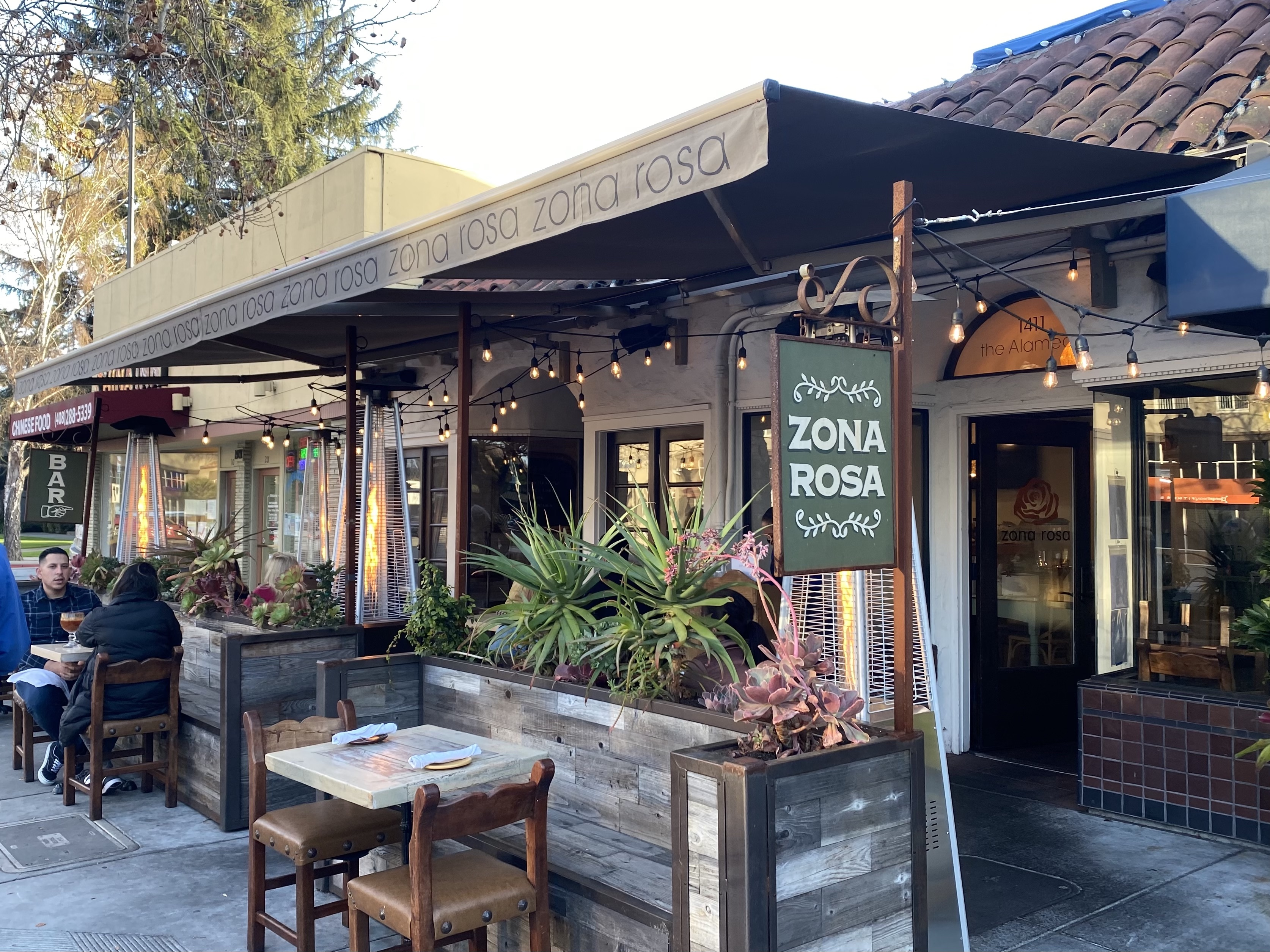
Zona Rosa
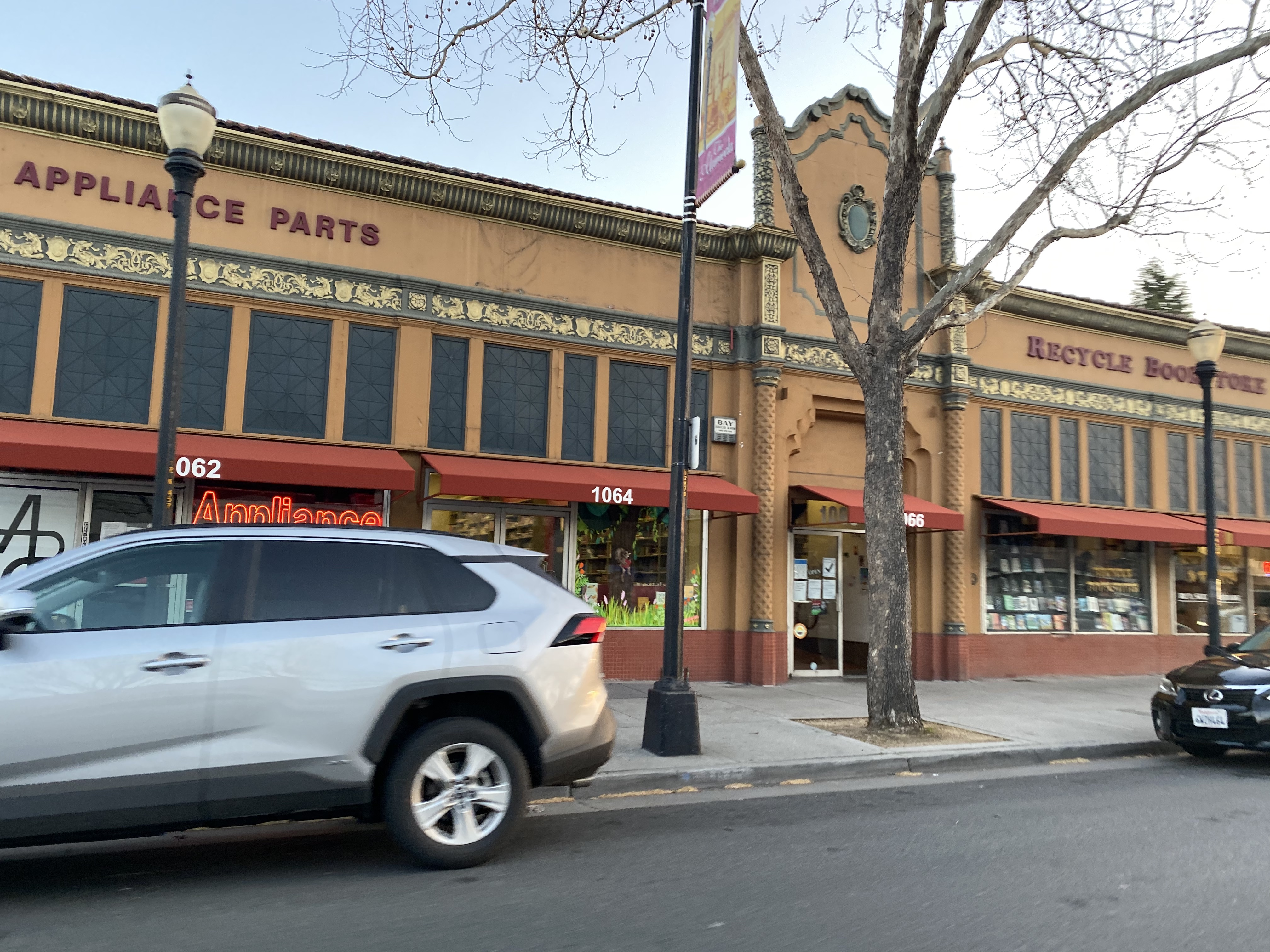
Arquitectura renaixentista colonial espanyola
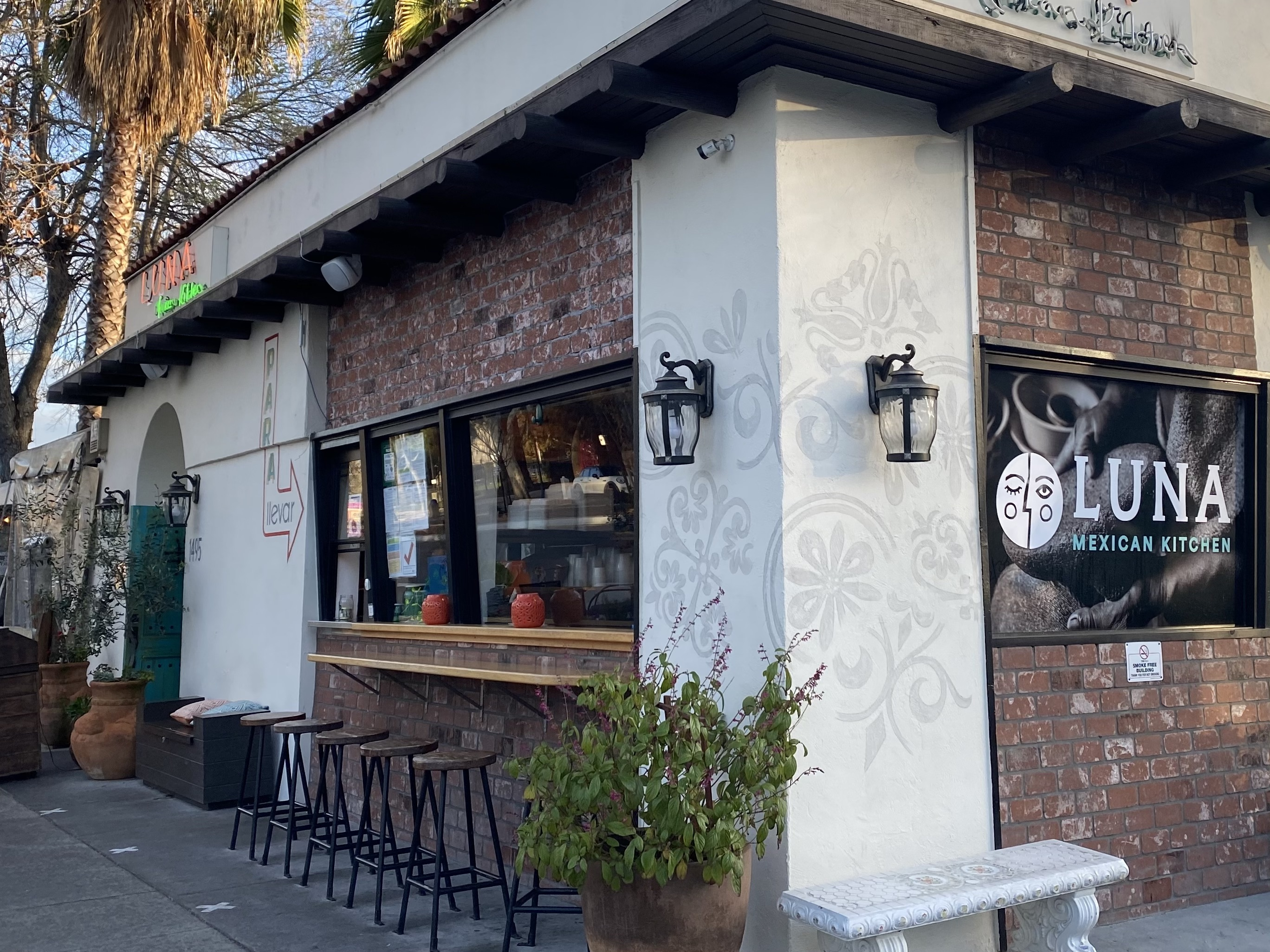
Cuina Mexicana Luna
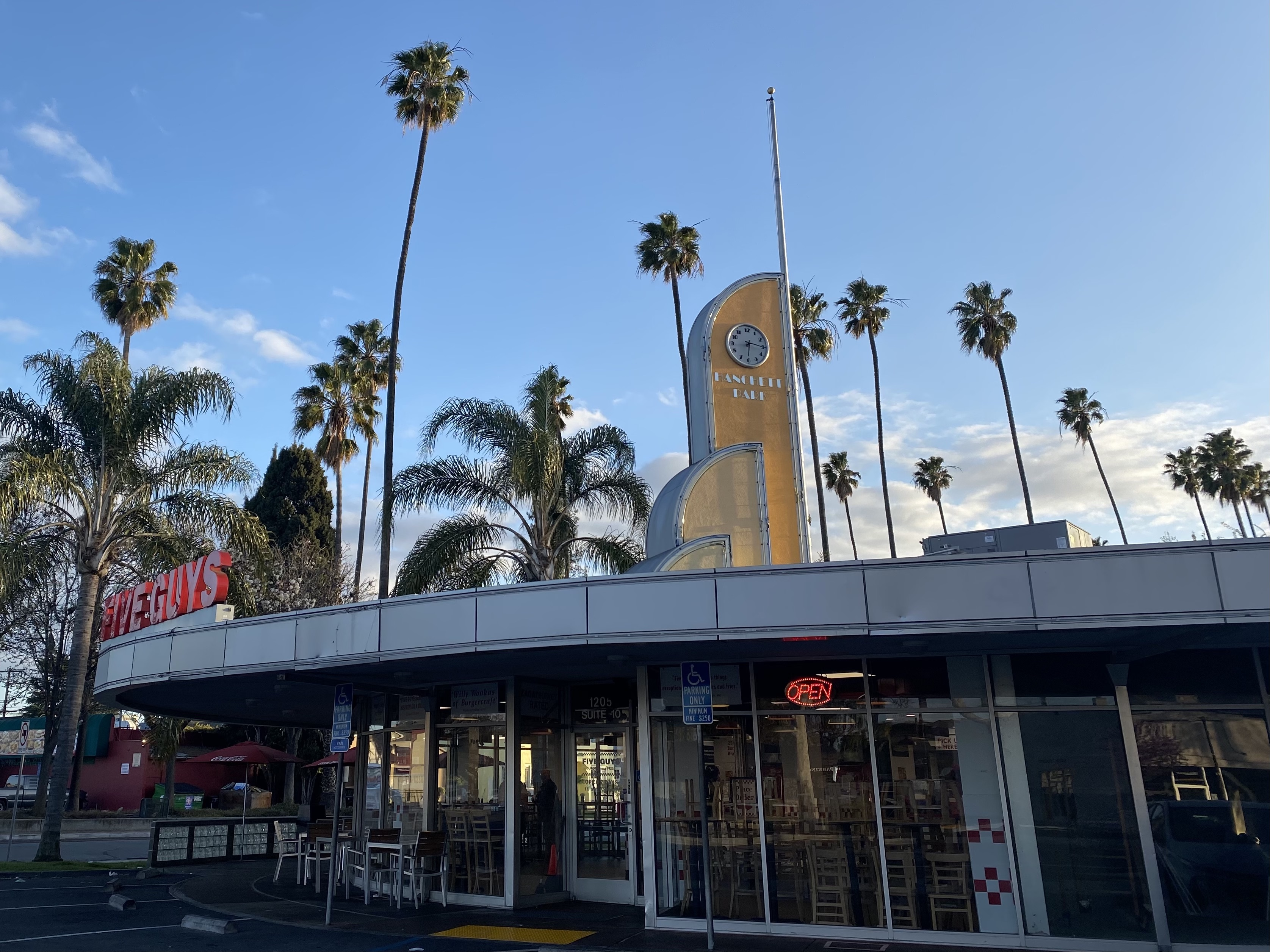
Edifici Hanchett Park
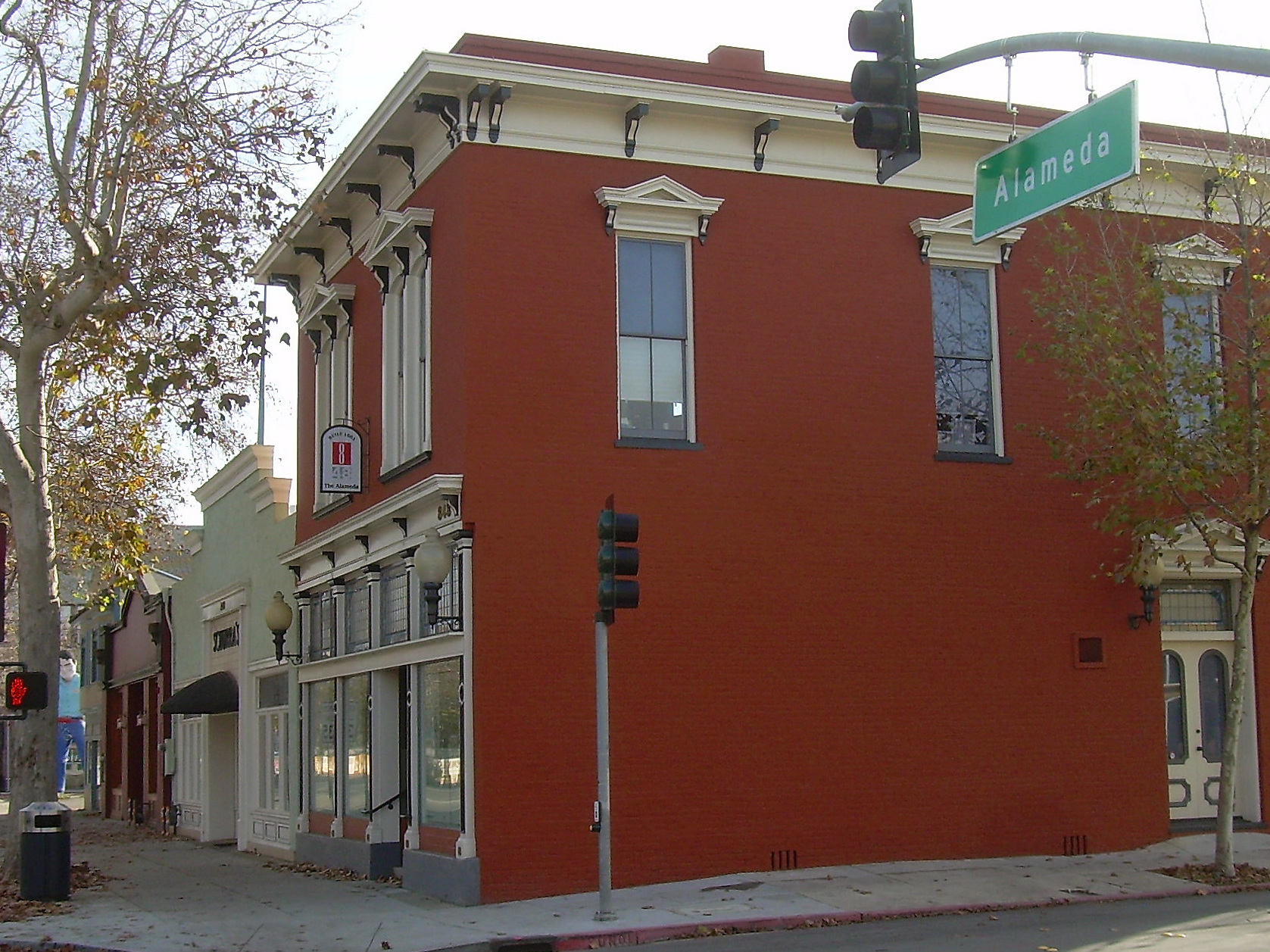
Caramels Schurra històrics
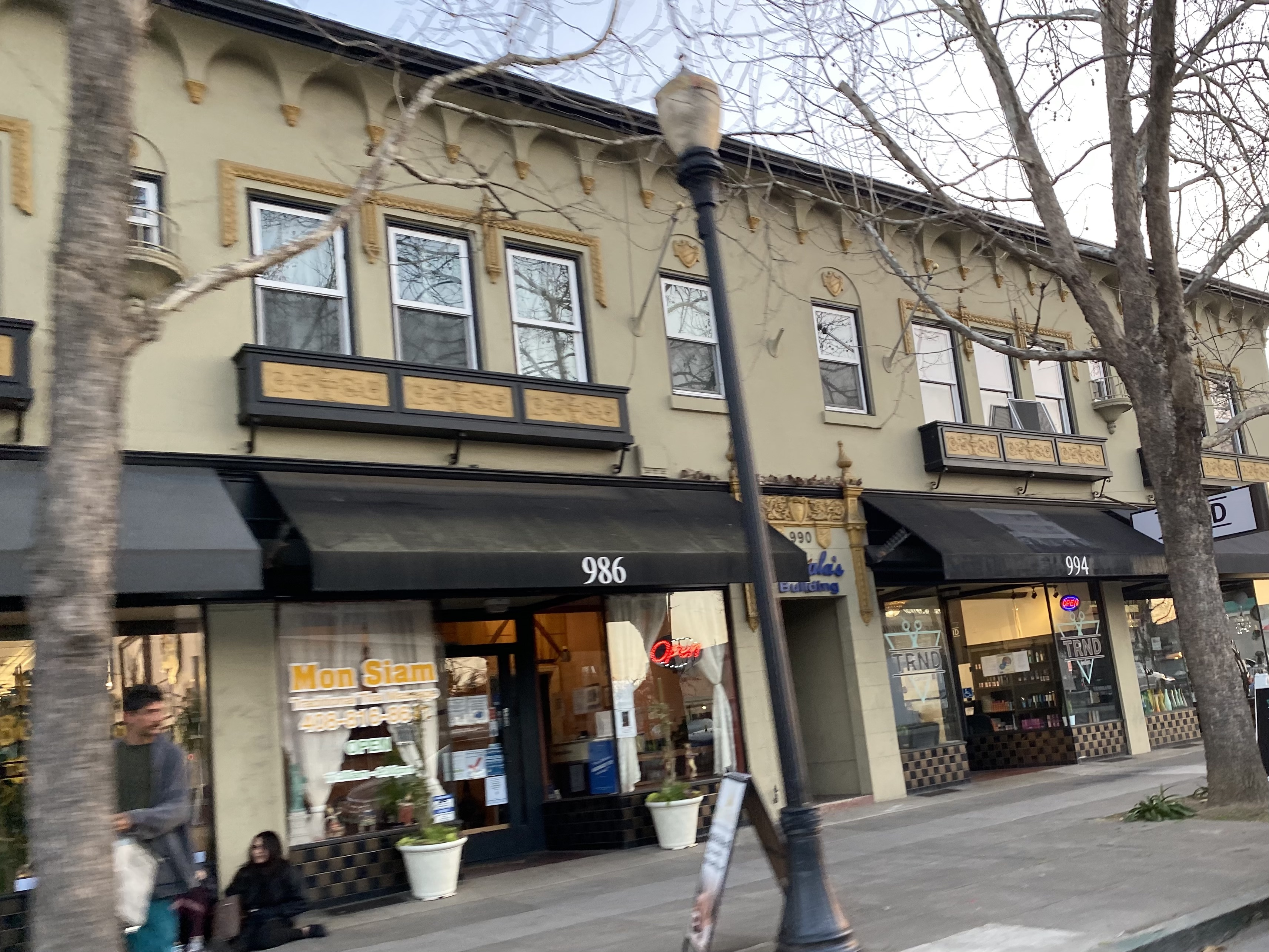
Edifici Zavala